# RRS Discovery (2013)
El RRS Discovery es un buque oceanográfico operado por el Consejo de Investigación del Medio Ambiente Natural (NERC) del Reino Unido. Es la tercera embarcación de este tipo que se construye y lleva el nombre del barco utilizado por Robert Falcon Scott durante la Discovery Expedition de 1901 a 1904 en la Antártida.

## Características
El Discovery fue construido para reemplazar al antiguo RRS Discovery de 1962. El barco fue encargado en 2010 a Freire Shipyard de Vigo y su botadura tuvo lugar en abril del año 2012. El nuevo Discovery fue entregado al NERC en el verano de 2013.
El buque está equipado con espacios flexibles en sus laboratorios, lo que permite adaptar su espacio a la naturaleza de las diferentes actividades científicas previstas para cada misión. El Discovery también está equipado con un sistema de acústica subacuática dividido en tres partes principales: dos ecosondas y un hidrófono que se encuentran en una instalación especial situada en la quilla del barco. El oceanográfico tiene instaladas otras ecosondas, hidrófonos, cámaras de circuito cerrado de televisión y dispone de un ROV modelo "ISIS" operado por el Centro Nacional de Oceanografía de Southampton. 

## Galería de imágenes

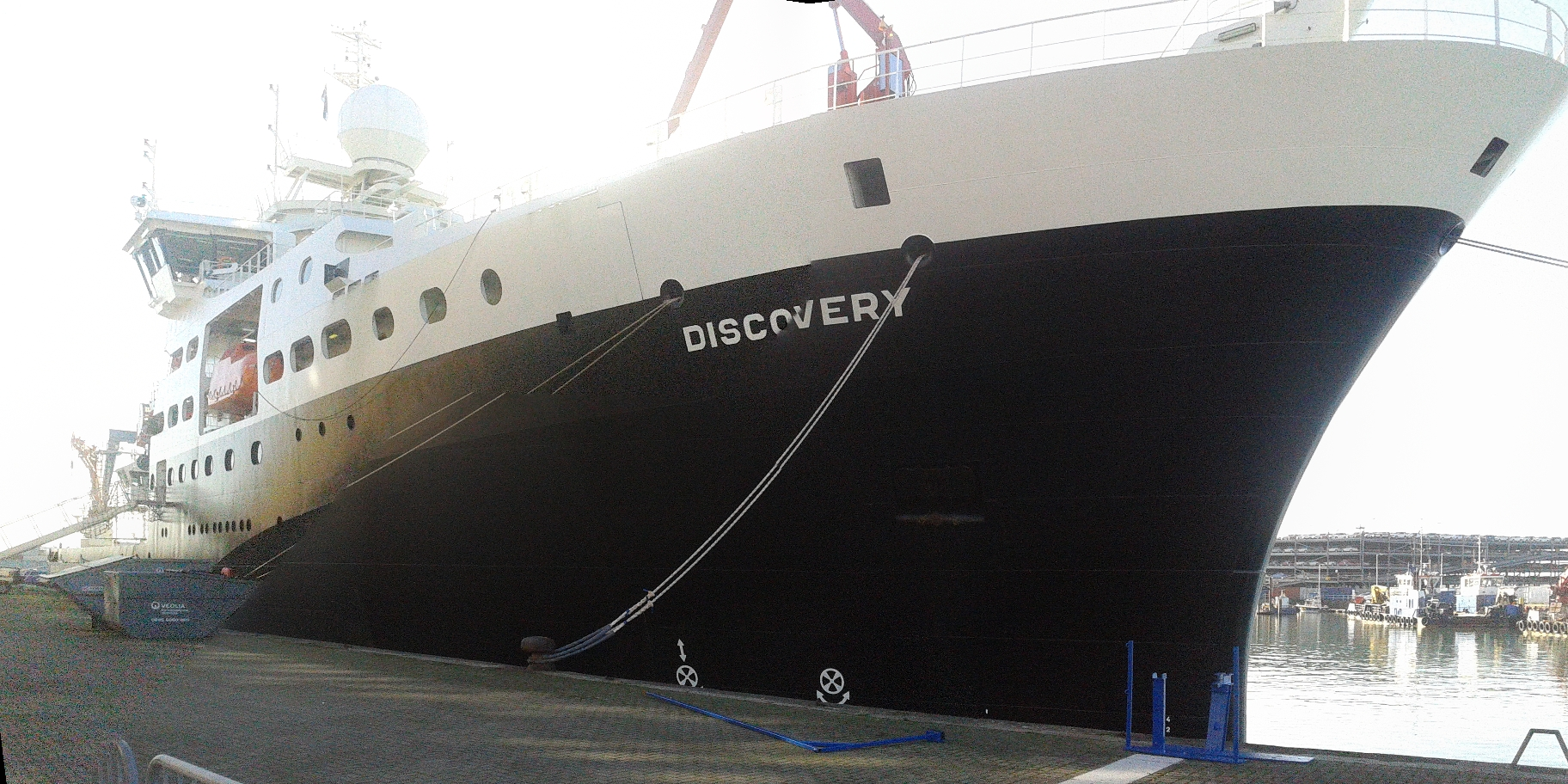
RRS Discovery.
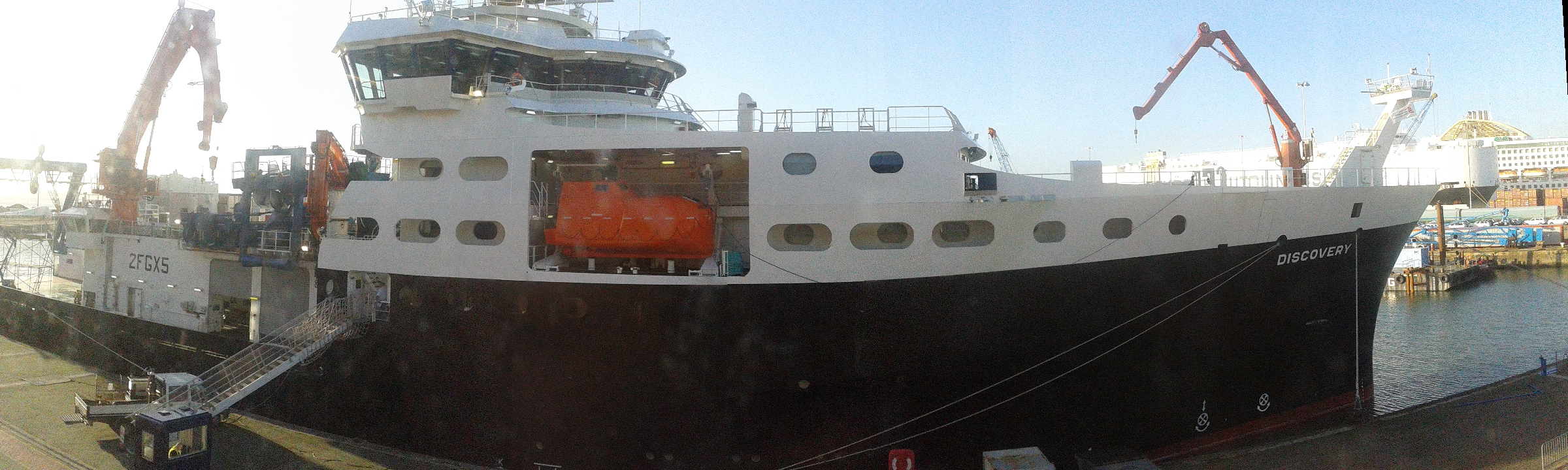
RRS Discovery.